# Stade d'Alexandrie
Le stade d'Alexandrie (en arabe : إستاد الإسكندرية), est un stade de football égyptien et situé dans la ville d'Alexandrie en Égypte. Il sert de stade aux équipes égyptiennes de football de l'Ittihad Alexandrie, de l'Al Olympi, et du Smouha Sporting Club.

## Histoire
Inauguré en 1929, il est le plus vieux stade du pays.
Il est l'un des stades qui ont accueilli des matchs de la coupe d'Afrique des nations de football 2006 qui eut lieu en Égypte du 20 janvier au 10 février 2006. Un troisième stade de plus de 80 000 places (Stade Borg Al Arab), inauguré en 2007, n'était pas fini pour être utilisé pendant cette compétition.
Il est également l'un des sept stades où se jouèrent la coupe du monde de football des moins de 20 ans 2009.